# Desaparición de la familia Martin
La familia Martin, residente en la ciudad estadounidense de Portland (Oregón), desapareció el 7 de diciembre de 1958 en la Garganta del río Columbia durante una jornada de descanso en la que habían decidido reunir vegetación para las decoraciones de Navidad. Los desaparecidos eran Kenneth Martin, de 54 años; su esposa, Barbara Martin, de 48; y sus tres hijas: Barbara "Barbie", de 14 años; Virginia, de 13; y Susan, de 11. El hijo mayor del matrimonio, Donald, de 28 años, se encontraba en Nueva York prestando servicio en la Marina estadounidense. Varios meses después de su desaparición, los cuerpos de Susan y Virginia fueron descubiertos río abajo en las orillas del río Columbia, aproximadamente a 30 millas (48 km) del último lugar en el que fueron vistos con vida.
La policía inicialmente especuló que el coche de la familia podría haber sufrido un accidente y caído al río, aunque las circunstancias que rodean el acontecimiento no podían ser plenamente explicadas. El caso se complicó con el descubrimiento de una pistola robada y el arresto de dos ex-convictos en el área el día después de la desaparición de la familia. Los detectives fueron incapaces de determinar si ambos incidentes estaban relacionados de algún modo.
El paradero de Kenneth, Barbara, y Barbie se desconoce, y su vehículo nunca ha sido encontrado. La desaparición de la familia ha sido descrita como uno de los "más desconcertantes" misterios en la historia de Oregón, y dio lugar al mayor dispositivo de búsqueda en la historia del estado.

## Línea temporal

### Desaparición

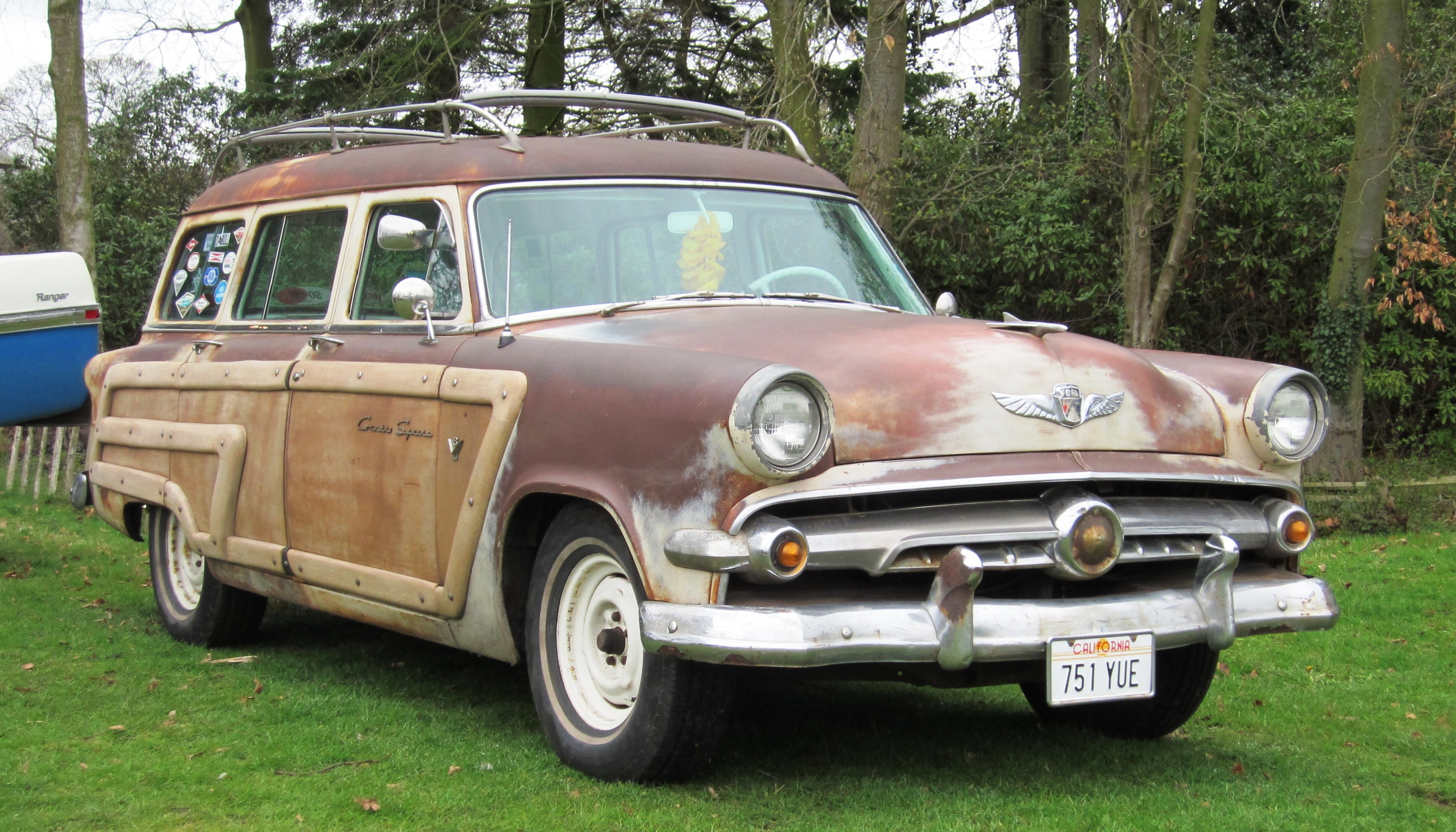
Ford Country Squire del 54, el mismo año y modelo del automóvil de los Martin.

El anochecer del 6 de diciembre de 1958, Kenneth y Barbara Martin asistieron a una fiesta de Navidad antes de regresar a su casa en el 1715 de la 56.ª Avenue, en el barrio Roseway al noreste de Portland, Oregón. La pareja había hecho planes para un viaje de un día al campo para el día siguiente. La mañana del 7 de diciembre, Kenneth y Barbara dejaron su casa con sus tres hijas: Barbie, Susan, y Virginia, y se marcharon en su Ford Country Squire de 1954 color rojo y crema. Barbie, la hija mayor, había empezado el primer curso en el instituto Grant.
La familia se dirigió al este para conducir hasta la garganta del río Columbia, donde pretendían recoger vegetación para hacer coronas, guirnaldas y demás decoraciones navideñas. No se conoce el punto exacto o la zona en la que pudieron estar exactamente aquel día. Dean Baxter, propietario de una estación de servicio, informó que vio a la familia cuando adquirieron 5 galones (19 litros) de gasolina en su tienda en Cascade Locks alrededor de las 16:00 p. m., aproximadamente 40 millas (64 km.) de Portland. Según Baxter, recordaba que el automóvil continuó hacia el este después de la compra. La familia fue vuelta a ver poco después en un restaurante en Hood River, a 20 millas (32 km.) al este de Cascade Locks. Otros informes de automovilistas que pasaban indicaron que la familia fue vista en una ubicación inespecificada en la orilla norte del río Columbia, ya cruzada la frontera con el estado de Washington, al crepúsculo.
Según testigos presenciales que vieron a la familia ese día, Kenneth llevaba una chaqueta marrón claro con cremallera y pantalones oscuros, mientras Barbara llevaba un abrigo azul marino, una chaqueta a cuadros y un vestido de estampados negros. Barbie vestía vaqueros con las perneras vueltas y un abrigo beige.

### Investigación
Cuando Kenneth faltó a su trabajo, en una compañía eléctrica, el lunes 9 de diciembre de 1958, la familia fue oficialmente reportada como desaparecida. La policía investigó su residencia en busca de signos y rastros que pudieran aclarar la desaparición del conjunto entero de los miembros de la familia. La casa se encontraba intacta; una carga de ropa sucia seguía en la lavadora, y los platos lavados todavía se encontraban en un escurridor sin guardar en la cocina. Inclusive, el disfraz de Papá Noel que Kenneth llevó a la fiesta continuaba colgado en su dormitorio. Las cuentas bancarias de los Martin permanecían intactas sin transacciones ni movimientos en las últimas jornadas.
Se emprendieron búsquedas tanto por el Condado de Multnomah como por la policía del Condado de Hood River, pero sin resultado. Un Chevrolet blanco registrado como robado en Venice, Los Ángeles fue encontrado en Cascade Locks el mismo día en que desaparecieron los Martin, pero la policía no vinculó el mismo con el caso al no tratarse del vehículo de la familia. También se encontró cerca del Chevrolet abandonado un arma de fuego corta, un 38. Colt Comander que había sido colocado entre los arbustos, y estaba cubierto de sangre seca. La pistola fue entregada a la policía pero nunca procesada como evidencia. El número de serie del arma fue rastreado hasta los grandes almacenes Meier & Frank, y posteriormente se descubrió que la pistola había estado entre los varios artículos deportivos que Donald había sido acusado de robar mientras trabajaba en Meier & Frank dos años antes.
El 8 de diciembre, Roy Light y otro hombre no identificado —ambos exconvictos— fueron arrestados por robo de automóviles en el condado de Hood River en conexión con el Chevrolet, lo cual levantó sospechas en relación con la desaparición de los Martin. Un camarero en el restaurante de Hood River donde se vio por última vez sin duda a los Martin, dijo a la policía que Light (que era un conocido del establecimiento) y el otro exconvicto estuvieron en el restaurante al mismo tiempo; también declaró que los dos hombres dejaron el local al mismo tiempo que lo hicieron los Martin.
La policía recibió numerosos testimonios en las semanas y meses siguientes a la desaparición, incluyendo más de 200 cartas y centenares de llamadas telefónicas. Entre ellas estaba el informe del dueño de un huerto frutal de Portland que explicó haber presenciado un hombre y una mujer el 7 de diciembre, reuniendo vegetación en un cañón donde se localizaba un cementerio indio. Añadió que la semana siguiente, notó una bandada de buitres en esa dirección. El cañón fue rastreado, pero no se encontró nada. El 28 de diciembre de 1958, un guante de mujer fue descubierto cerca del sitio del Chevrolet abandonado, que la familia declaró era "similar" a un guante que Barbara "llevaría"; sin embargo, no pudo ser positivamente identificado como perteneciente a ella. Dos días más tarde, el 31 de diciembre, un hombre llamó a la policía informando que había visto un vehículo similar al de los Martin acelerando en la autopista Baldock. La policía de tráfico fue alertada a lo largo de la autopista, pero el coche no pudo ser localizado. También se recibió una carta de alguien que reclamaba haber visto una familia parecida a los Martin en Burlington (Iowa) la víspera de Navidad.
En febrero de 1959, los detectives habían emprendido búsquedas en varias ubicaciones, incluyendo la amplia región metropolitana de Portland, así como rastreos en Monte Hood. Por entonces, un buscador voluntario encontró huellas de neumáticos dirigiéndose a un acantilado cercano a The Dalles, que según los informes coincidía con los neumáticos del Ford de los Martin. Virutas de pintura recuperadas del lugar fueron enviadas a la Agencia Federal de Investigación (FBI) para su análisis, y se determinó que la pintura era la misma utilizada en la marca y modelo del vehículo de los Martin. Basándose en la posibilidad de un accidente en que el vehículo hubiera caído al río, el Cuerpo de Ingenieros del Ejército de los Estados Unidos bajó el nivel del río 5 pies (1,5 m.) en el lago detrás de la presa Bonneville, y buscaron con un sonar, pero sin resultado.

### Recuperación de Susan y Virginia

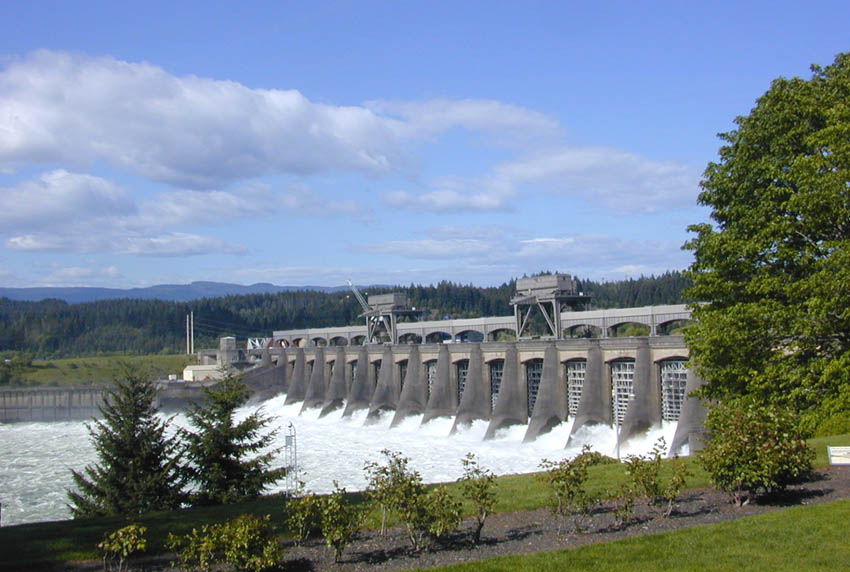
El cuerpo descompuesto de Virginia fue descubierto cerca de la presa Bonneville (en la imagen), aproximadamente 46 millas (74 km) de donde la familia fue vista por última vez.

El 1 de mayo de 1959, tres meses después de que las huellas de neumáticos fueran halladas, una plataforma perforadora fluvial cerca de The Dalles al parecer enganchó algo grande y pesado en su ancla; sin embargo, se desenganchó antes de llegar a la superficie. El 3 de mayo, el cuerpo de Susan fue descubierto en la orilla norte del río Columbia, cerca de Camas, Washington, aproximadamente 70 millas (110 km) al oeste de The Dalles. Su identidad fue positivamente confirmada mediante los registros dentales. Al día siguiente, el cuerpo de Virginia fue descubierto cerca de la presa Bonneville, aproximadamente 46 millas (74 km.) al oeste de The Dalles, también confirmado vía registros dentales.
El cuerpo de Susan fue llevado a la oficina del médico forense del Condado de Clark antes de ser transferido al Condado de Multnomah en Portland para las autopsias de ambos. Uno de los técnicos que había tomado las huellas dactilares antes de las autopsias le indicó al forense lo que creía agujeros de bala en las cabezas de cada una de las niñas; sin embargo, según el informe del médico forense, tales daños no fueron encontrados, y la causa de muerte para ambas fue oficialmente registrada como ahogamiento.
Rupert Gillmouthe, el sheriff del Condado de Hood River, sospechó que la perforadora había volcado el coche de los Martin en el fondo del río, y una de las puertas se abrió, dejando los cuerpos de Susan y Virginia salir y ser empujados por la corriente río abajo. Búsquedas en el agua con sonar y helicóptero, resultaron infructuosas. La búsqueda de Kenneth, Barbara, y Barbie fue posteriormente suspendida después de que un buzo de búsqueda casi se ahogara.

### Teorías y desarrollos subsiguientes
La Policía teorizó que la familia pudo haber muerto a raíz de que Kenneth condujera accidentalmente el vehículo al río, mientras otra teoría sostenía que la familia había sido secuestrada y forzada a lanzarse al río. En 1961, tres años después de la desaparición de la familia, un residente de Camas escribió una carta a The Oregon Journal afirmando que estuvo aparcado con un compañero en Cascade Locks el 7 de diciembre de 1958, y habían presenciado el avance de un vehículo bajo la vía de ferrocarril dirigiéndose a la esclusa. Momentos más tarde, oyeron gritar, pero cuando fueron a investigar, no encontraron nada.
La Policía del Condado de Multnomah sospechaba juego sucio en la desaparición, basado en la evidencia de las roderas, que indicaban que el vehículo de la familia había sido intencionadamente empujado al acantilado. También preocupantes eran los informes de avistamientos de la familia al anochecer en la orilla norte del río en el estado de Washington, mientras que las huellas de neumáticos estaban sobre el lado sur del río en Oregón; esto sugería que su coche se habría precipitado desde el acantilado después de la caída de la noche. El arresto de dos ex-convictos en el área de Hood River el día después de la desaparición, por robo de automóvil, era también notable, aunque la policía fue incapaz de determinar si los incidentes estaban relacionados. Walter Graven, un detective de Portland que murió en 1988, sentía ardientemente que la familia había sufrido un ataque, y que sus asesinatos serían solucionados una vez su coche fuera descubierto.
Los restos de Kenneth, Barbara, y Barbie permanecen sin descubrir, y su vehículo nunca ha sido encontrado.